# 葫芦兄弟
《葫芦兄弟》是由上海美术电影制片厂于1986年原创出品的十三集系列剪纸动画片，是中国动画第二个繁荣时期的代表作品之一，至今已经成为中国动画经典。《葫芦小金刚》是葫芦兄弟的续篇。描绘的是七只神奇的葫芦中诞生出的七个兄弟与妖精斗法的故事，人物原型参考了民间传说十兄弟。该动画自1986年播出以来，一直受到广大观众，尤其是少年儿童们的喜爱。是众多80、90后们的童年经典。

## 剧情

### 葫芦兄弟
葫芦娃的第一部，讲述了葫芦七兄弟惩恶扬善，斗智斗勇，最终战胜蛇蝎二妖的故事。
穿山甲在误打误撞之中打穿了葫芦山，放跑了被镇压在山下的蝎子精和蛇精。焦急之中，穿山甲找到了老爷爷，拜托老爷爷种下七色葫芦，很快，七个颜色各异的大葫芦便结了出来，七个身怀绝技的男孩从葫芦里跳了出来，他们的任务只有一个，便是将蝎子精和蛇精重新镇压在葫芦山下。可是，葫芦娃们虽然各有各的本领，却依然敌不过敌人的狡猾，最终被吸入了宝葫芦中。蝎子精和蛇精想要将他们炼成七心丹来延年益寿、增强功力，就在千钧一发的紧要关头，葫芦娃们各显神通，最终反败为胜。

### 葫芦小金刚
葫芦娃的第二部，剧情紧接《葫芦兄弟》。
葫芦兄弟们化成七色巨峰，镇住了蝎子精和蛇精。蛇精的妹妹青蛇精得知此事后非常生气，发誓要为姐姐、姐夫报仇。她挖开七色山峰，采取各个击破的战术，利用百宝锦囊中的宝物将七兄弟一一制服，并将他们抓了起来。青蛇精将葫芦七兄弟全扔进炼丹炉里，想炼七心丹，以完成她姐姐、姐夫的心愿。结果七兄弟在炼丹炉中合体变成了“金刚葫芦娃”！小金刚历经艰险，最终战胜了青蛇精，并化作葫芦峰重新镇住了妖精。从此以后，山谷又恢复了往日的宁静。

## 登场人物
葫芦兄弟
- 大娃（大力娃）：红，本领力大无穷、身体可变大缩小，擅长格斗，但是生性鲁莽。在《葫芦兄弟》中急着要见爷爷，最后被金蛇精施计陷害，陷入泥潭中无法脱身，后被六娃救出，但最后被受蛇精控制的七娃吸进葫芦里。在《葫芦小金刚》中被青蛇精变出的铜钱阵所困，最后掉进钱眼里被妖精捉走。
- 二娃（千里眼/顺风耳）：橙，本领千里眼、顺风耳、轻功，但本身战斗力不强。在《葫芦兄弟》中潜入妖精洞府试图砸掉魔镜，不料被蛇精刺瞎了双眼，后被山神治愈，随后再次被蛇精抓走，后被六娃救出，但最后被受蛇精控制的七娃吸进葫芦里。在《葫芦小金刚》中被青蛇精制造的带刺的风沙刺瞎双眼。
- 三娃（铁娃）：黄，本领铜头铁臂、钢筋铁骨、十八般武艺。在《葫芦兄弟》中因不曾防备，被蛇精用刚柔阴阳剑缠住而无法挣脱，后被六娃救出，但最后被受蛇精控制的七娃吸进葫芦里。在《葫芦小金刚》中被青蛇精发现了弱点，在被青蛇精给“穿小鞋”的情况下，被趁机打屁股而被捉。
- 四娃（火娃）：绿，本领吞吐烈火、霹雳、身体耐火。因酒量差，所以在《葫芦兄弟》中饮下蛇精的“冷泉清凉酒”而倒下，后被蛇精冰封起来，后来被六娃救出，但最后被受蛇精控制的七娃吸进葫芦里。在《葫芦小金刚》中闯入青蛇精制造的冰窟迷宫，周而复始地在迷宫中旋转，后被同困在迷宫中的仙鹤唤醒，一同逃出冰窟，仙鹤被青蛇精射杀，死前交给火娃七色莲杍，火娃后来为了烧熟青蛇精给的大锅饭而火力耗尽，后又被蛇精泼了冷水而落入蛇精控制。
- 五娃（水娃）：青，本领吞吐河水、霹雳、酒量很大。在《葫芦兄弟》中因和蛇精打赌饮下超量的酒而醉倒，后被六娃救出，但最后被受蛇精控制的七娃吸进葫芦里。在《葫芦小金刚》中因吸入青蛇精用“霉臭五毒汤”制造的脏水闹肚子而落败。
- 六娃（隐身娃）：蓝，本领隐身、穿过物体、空中移动。在《葫芦兄弟》中在妖精洞中出世，并在二哥的指导下偷走了蛇精的如意，救出哥哥们，但最后被受蛇精控制的七娃吸进葫芦里。在《葫芦小金刚》中被青蛇精偷偷在屁股后面插上一片叶子，导致隐身后的踪迹可以根据叶子位置判断，从而失去神通被抓住。
- 七娃（葫芦娃）：紫，本领宝葫芦、离心咒。在《葫芦兄弟》中于妖精洞中出世，被蛇精培育，后来六亲不认把六个哥哥收进了宝葫芦中，结果连自己也被蛇精收进了宝葫芦中，最终用七色彩莲回心转意，并把两个妖精收进了宝葫芦。在《葫芦小金刚》中一度把蛇精和鳄鱼头领收入宝葫芦里，却被青蛇精变出的蛀虫所破，后来被逃出宝葫芦的青蛇精趁机用钝器击中坠入深渊。
- 穿山甲：打穿了葫芦山，导致蛇精和蝎子精逃跑。然后找到老汉，提出种七色葫芦来打败妖精的计策，逃跑过程中被妖精捉住，扔下万丈深渊。
- 老汉：听从穿山甲的建议，种出了七色葫芦，是七个葫芦娃的“爷爷”，最后被妖精胁作人质逃跑时残忍杀害。
- 仙鹤：受山神派遣将七色莲杍交给葫芦娃，但是被冻在了冰窟里，后来被四娃救出，驮着四娃逃离冰窟，但是被青蛇精用箭射中而死，临死前把七色莲杍交给四娃。
- 蝎子大王：蝎子精，从葫芦山中逃出的妖怪，作恶多端，最后被葫芦兄弟收入七娃的宝葫芦中，压在葫芦山下。擅长使用尾巴钩子。
- 金蛇夫人：金蛇精，从葫芦山中逃出的妖怪，作恶多端，最后被葫芦兄弟收入七娃的宝葫芦中，压在葫芦山下。曾想把七兄弟送进炼丹炉中，炼出七心丹。持有如意、刚柔阴阳剑和魔镜这三件法宝。

葫芦小金刚
- 葫芦小金刚（金刚葫芦娃）：白，七颗葫芦娃的心都融在他的胸中，七个葫芦娃的本领都凝聚在他的身上。他大闹宴会厅，邂逅小蝴蝶，后又闯入十八层地道，击败三妖四怪，还毁掉了青蛇精的两件宝物。最终，战胜青蛇精后又重新化作一座山峰。
- 青蛇大王：青蛇精，金蛇精的妹妹，为了给姐姐和姐夫报仇而与葫芦兄弟大战。持有百宝锦囊、玉簪和耳环这三件法宝。在与葫芦小金刚激战的过程中被推下的巨石砸成两截，但是她有起死回生之力，随后又化身为双头巨蛇与葫芦小金刚激战，后来被大显神威的葫芦小金刚压制，最终被压在七个葫芦娃化作的巨大葫芦之下。
- 鳄鱼头领：鳄鱼精，青蛇精的司令官。在最终决战中被葫芦小金刚踢下悬崖，被悬崖下的陷阱刺死。（影射四肢发达，头脑简单的人）
- 小蝴蝶：青蛇精的丫环，一个心地善良的小妖精，因弄髒了青蛇精的百宝锦囊，还偷吃了青蛇精的九制六昧仙丹而被青蛇精罚到地牢里受苦，又被青蛇精驱使诱骗葫芦小金刚，找到了葫芦小金刚的软当和弱点在小金刚的腰的下面，要用匕首刺向小金刚腰下的命门。最后被小妖精的飞枪刺中身亡。
- 刺蝟：在地道里被蜘蛛精抓住，后被小金刚救出，与小金刚一起闯过地道，最后为了救小金刚拚命撞向金刚大王，结果反使得自己掉下悬崖后被落下的石头砸死。
- 黑吃黑：三妖四怪之一，外形像一个巨大的头颅，食量很大，能喷吐黑风，连石头都能吃下去，后被小金刚用巨石砸烂。（影射现实中黑吃黑的现象）
- 蜘蛛精：三妖四怪之一，能够弹奏音乐使人昏睡。最后小金刚得到刺蝟的提醒捂住耳朵喷火将其烧死。（影射现实中的靡靡之音）
- 多面怪：三妖四怪之一，外形像一面镜子，镜子当中有一张脸，这张脸可以变成不同的样子。用美女的脸骗小金刚喝下毒酒，被识破后变成妖怪脸喷射尖刺攻击，后被小金刚用石头砸烂。（影射善于变化，表里不一的人）
- 伸手大王：三妖四怪之一，外形像一隻巨手，可以伸长。非常贪婪，谁经过这裡都要留下买路钱，不怕火烧，后被小金刚用石头砸断。（影射贪得无厌的人）
- 美女妖：三妖四怪之一，长的很漂亮，不怕火烧，能用纱网拦住敌人去路，绝招是抛出香手绢把敌人迷昏，还能放出两条布带把人捲住抱在怀裡。最终被变大的小金刚一脚踩死。（影射女色的诱惑）
- 钢牙大王：三妖四怪之一，外形像一张巨脸，嘴裡生满钢牙，不怕火，不怕水，免疫霹雳攻击，就怕胳肢窝裡挠痒痒。最终给小金刚发现弱点处是鼻孔，被挠就会打喷嚏，小金刚趁机冲入其嘴裡，用铁头将其牙齿全部撞断。（影射铁嘴钢牙的人）
- 金刚大王：三妖四怪之一，外形为一个长着鸟嘴的巨人，身穿铠甲但是露出肚脐。力量和体型比巨大化后的小金刚还要大，并且能够看到隐形的小金刚，全身上下刀枪不入，但是肚脐是其弱点。后来被小金刚发现其弱点后喷射霹雳连续攻击其肚脐，再以一发大力金刚指将其肚脐刺穿。金刚大王身体漏气瘪了下去然后爆炸。（影射外表强悍实际虚有其表的人）

## 各集标题及完成时间
- 葫芦兄弟
  - 第一集：《神峰奇遇》
  - 第二集：《七色葫芦》
  - 第三集：《误入泥潭》
  - 第四集：《梦窟迷境》
  - 第五集：《绝路逢生》
  - 第六集：《钢筋铁骨》
  - 第七集：《水火奇功》
  - 第八集：《酒酣心冰》
  - 第九集：《幽谷彩莲》
  - 第十集：《捕风捉影》
  - 第十一集：《巧夺如意》
  - 第十二集：《妖迷心窍》
  - 第十三集：《七子连心》
- 葫芦小金刚
  - 第一集：《妖雾重回》 (1989年11月10日)[2]
  - 第二集：《斗法比武》 (1989年11月10日)[2]
  - 第三集：《迷梦迴旋》 (1989年12月12日)[2]
  - 第四集：《势均力敌》 (1990年10月16日)[3]
  - 第五集：《花谷脱险》 (1990年12月24日)[3]
  - 第六集：《除妖灭怪》 (1991年7月10日)[4]

## 制作
这部作品有一定的民间故事基础，如《刘家五兄弟》、《十兄弟》。1984年前后，上海美术电影制片厂文学组编剧杨玉良根据《十兄弟》完成《葫芦兄弟》剧本大纲，得到厂艺委会认可，并找到胡进庆拍摄，要求7万一集，尽可能节约成本。编剧杨玉良最初的故事设定在宫廷，反面人物为官僚大臣。
胡进庆认为如果经费不够，要将“皇帝”、“卫兵”等人物简化为“蛇”、“蝎”，主人公采用统一造型，只以颜色做区分，剧中环境也用比较单一的山洞。此外，他也提出将主角改为小孩子喜欢看的“硬汉”形象，胡进庆说：
|  | 当初本片作者杨玉良先根据民间故事写出一个故事提纲，吸引我的首先是故事中葫芦娃的各种不同的神通和个性，根据这些“神通”、“个性”，人物就可以加工、发展成“打得响”的硬汉明星。而且，葫芦的形象包涵了东方古老华夏文化中许许多多的东西，如“神秘”、“神通广大”、“智慧”、“长寿”、“古老”等等，大有集万事万物于一体的古代宇宙精神的象征。 |

剧组其他成员也给剧本提出了一些建议，胡进庆说当时一旦提出好建议，“立即奖赏二只老母鸡”。

### 主创人员
| - 编剧：姚忠礼，杨玉良，墨犊 - 导演：胡进庆，周克勤，沈祖慰，葛桂云 - 造型设计：吴云初，进庆 - 背景设计：常保生 - 动作设计：沈如东，沈祖慰，伍仲文，孙能子，朱淑琴，林杰 - 绘景：段小西，李庆吉，沈同春，朱行和，龚金福 - 绘制：岳慧敏，支仰泰 - 摄影：吴华荣 - 摄影助理：朱毓平 - 录音：侯申康 - 剪辑：莫普忠 | - 效果：张元浩 - 录音助理：虞妙英 - 剪辑助理：强小柏 - 作曲：吴应炬 - 演奏：上海电影乐团，金晓平，王迟 - 演唱：上海市少年宫合唱队 - 配音：范捷，朱莎，谈鹏飞，“战车”（演员艺名），戴欣，朱艺，倪以临 - 配音指导：韦启昌 - 制片主任：王玉兰 - 制片：钱月英 |

## 续集
- 《金刚葫芦妹》和《葫芦兄妹》：《葫芦兄弟》以及《葫芦小金刚》的主创人员胡进庆、姚忠礼、吴云初等人在《葫芦小金刚》制作完结后，推出两部以漫画形式出版的官方正统续集。这两部漫画讲述的是葫芦兄弟有一个活泼可爱、具有神奇能力的小妹妹从独自一人打败妖怪到与哥哥葫芦小金刚会合打败妖怪的故事。
- 《新葫芦兄弟》：上海美术电影制片厂推出的《葫芦兄弟》的官方同人续集。由上海美术电影制片厂和上海合源文化传媒有限公司联合制作的该剧第一季于2016年7月播出。[6]

## 动画版电影

### 公映电影
为2008年上映的电影，内容与原剧《葫芦兄弟》合并照搬，在特效、配乐及音效等方面重新加工处理，大大提高了影片的品質，为一部经典怀旧作。

### DVD电影

《葫芦兄弟》的内供版DVD封面。

以DVD形式销售的电影版，电影院未公开此片，片长85分钟左右。本片以新的造型，摄影风格以及新特效制作的形式呈献，使画面效果更具有立体感。但是本片并不受欢迎，由于人物设定以及剧情全面向低龄化，后者不如前者。

## 真人版电影
2013年，上海美术电影制片厂重提拍摄真人版电影《葫芦兄弟》一事，据传由王祖蓝出演葫芦娃（王祖蓝还为此创作了歌曲《再见葫芦娃》），但导演、演员同样仍没有确定下来。在国家新闻出版广电总局官网上，一部名为《金刚葫芦娃》的电视剧赫然出现在拍摄名单中。据资料显示，剧版葫芦娃题材为古代传奇喜剧。穿山甲打穿封石，四妖重现江湖。
2016年2月29日，上影集团与安乐电影联合宣布成立上影安乐电影公司，并宣布筹拍真人版电影《葫芦兄弟》，是上影安乐的首个项目。
2014年，网络雷剧《金刚葫芦侠》的编剧导演曾表示有计划拍摄《葫芦娃》真人版，并考虑由着装暴露的网络红人“小孽”担任主演。不过该真人版曾因剧照中的主角衣着太过色情而遭举报。

## 反响
- 《葫芦兄弟》动画系列自1986年播出以来，一直大受广大观众，尤其是少年儿童们的喜爱，这部作品的影响力在当时的中国国产动画片里达到了一个空前的高度，播出先后获得获开罗国际儿童电影节奖项、广播电影电视部优秀影片奖、第三届中国儿童少年电影童牛奖系列片奖、首届中国影视动画节目展播三等奖等奖项。
- 《葫芦兄弟》动画系列中的一些镜头，如老汉砍毒蛇，柴刀卡在蛇头上，一片血淋淋的。小妖们被葫芦娃打得头破血流，四肢不全，穿山甲血溅山谷，老汉被当场刺杀，画面一片血腥。被批评画面太过血腥暴力。[12]

## 影响
- 关于《葫芦兄弟》的系列续作也很多，大多都是以图书形式出版，内容情节都非常生动新颖。但是有些相关题材的盗版图书也被中国大陆的一些动漫迷讽刺为山寨漫画。
- 2012年，此動畫被中國有妖氣動畫中的《十萬個冷笑話》仿作出惡搞版，劇中人物全為誇張化的搞笑風格。福祿篇、女娲篇和剧场版动画里，爷爷、葫芦娃、蛇精、蝎子精、葫芦小金刚等经典角色都有客串出场。其中，“福禄小金刚”的人物原型是小金刚，“女王大人”的人物原型是青蛇精。
- 葫芦娃曾作为重要角色出现在中国网络恶搞漫画《春哥传》中。
- 中国著名媒体评论人梁宏达在2010年7月21日由其主持的《老梁故事汇：不灭的传说 葫芦兄弟》这期节目中谈到《葫芦兄弟》动画系列虽然对孩子很讲究教育意义，但是在《葫芦兄弟》动画系列中也存在不少不适合孩子观看的血腥暴力镜头，容易对孩子产生不良倾向。
- 网上曾流传一个段子：有人把故意打上马赛克版本的《葫芦兄弟》伪装成色情片供他人下载，害得他人白白下载很久却大失所望，以此坑人。[13][14]
- 2016年7月，安徽省3名少年偷葫芦被抓后称想当葫芦娃，遭警方用葫芦娃人物头像打码。[15]

### 案件
2018年3月27日，广州某恩科技有限公司在其官方微信号发表文章《孙悟空坚挺还是葫芦娃持久》，并使用10幅“葫芦娃”图片。上海美术电影制片厂将其告上法院，认为文章丑化葫芦娃形象且侵犯版权，要求赔偿对方15万元并公开消除影响、赔礼道歉。广州互联网法院判决该公司赔偿15万元，但驳回其他请求。
2020年9月10日，十万个冷笑话的葫芦娃被上海美术电影制片厂控告侵权，并获赔50万元。